# 內生成長理論
内生成长理论，经济成长主要是仰賴内生力量而非外力。  該理论认为，对人力资本、创新和知识的投资是经济持續增長的重要因素。此外，该理论也关注知识经济的外部效益和溢出效果。該理論主張透過政府措施實現經濟的長期成長，如补贴研发或教育，增加创新誘因，来提升内生成长模型的經濟成长率。

## 腳註
1. ↑  P. M. Romer. . The Journal of Economic Perspectives. 1994, 8 (1): 3–22. JSTOR 2138148. doi:10.1257/jep.8.1.3.